# Соколовский, Иосиф Карлович
Иосиф Карлович Соколовский (1763 — после 1836) — российский полковой и бригадный командир, Герой Отечественной войны 1812 года, участник шести войн, генерал-майор Русской императорской армии, комендант Казани.

## Биография
Римско-католического вероисповедания. Из дворян Могилёвской губернии. 21 декабря 1786 года принят по прошению подпоручиком в Российскую службу из поручиков Королевско-Польской службы в Архангелогородский пехотный полк. В апреле 1788 года произведен в поручики.
В 1789—1791 гг. воевал с турками. Участвовал в штурме Измаила, а в боях под Хотином ранен в правую ногу выше пятки пулей навылет. За отличие в боях в Польше произведен в капитаны с определением в Ярославский мушкетный полк. В 1799 году в составе русских войск находился в Швейцарии. 1 мая 1804 назначен командиром Ярославского мушкетного полка.
Участвовал в Русско-австро-французской войне 1805 года. Сражался в Аустерлицкой битве, за что награждён орденом Святого Владимира 4 степени. 23 апреля 1806 года пожалован в полковники. В 1807 году участвовал в Русско-прусско-французской войне, а 1810—1811 гг. в Русско-турецкой войне 1806—1812 гг.. 9 июня 1811 года назначен шефом Ярославского пехотного полка.
С началом Отечественной войны 1812 года со своим полком находился в резерве Дунайской армии в составе 2-й бригады 10-й пехотной дивизии. Принял участие в боевых действиях против наполеоновских войск у Волковыска и Рудни. В 1813 году находился при взятии Ченстохова, в сражениях под Бунцлау, Кацбахе и за отличие в этих боях произведен 15 сентября в генерал-майоры. После Лейпцигской битвы в 1814 году командовал отрядом российских и баденских войск при блокаде крепости Линдау. За отличие в этих боях награждён орденом Святой Анны 1 степени, в апреле за бои при покорении и сдаче Линдау — Орденом командорского креста Великого герцогства Баденского за Военные заслуги.
По окончании военных действий командовал 2-й бригадой 15-й пехотной дивизии, а с 1 ноября 1821 года назначен комендантом города Казани. Высочайшим приказом 1831 года от 4 июля уволен от службы, с мундиром и пенсионом полного оклада. Был женат на вдове, полковнице Варваре Ивановне Гаузенберг, имел детей: сын Петр и дочь Александра Гаузенберги.